# 감합무역

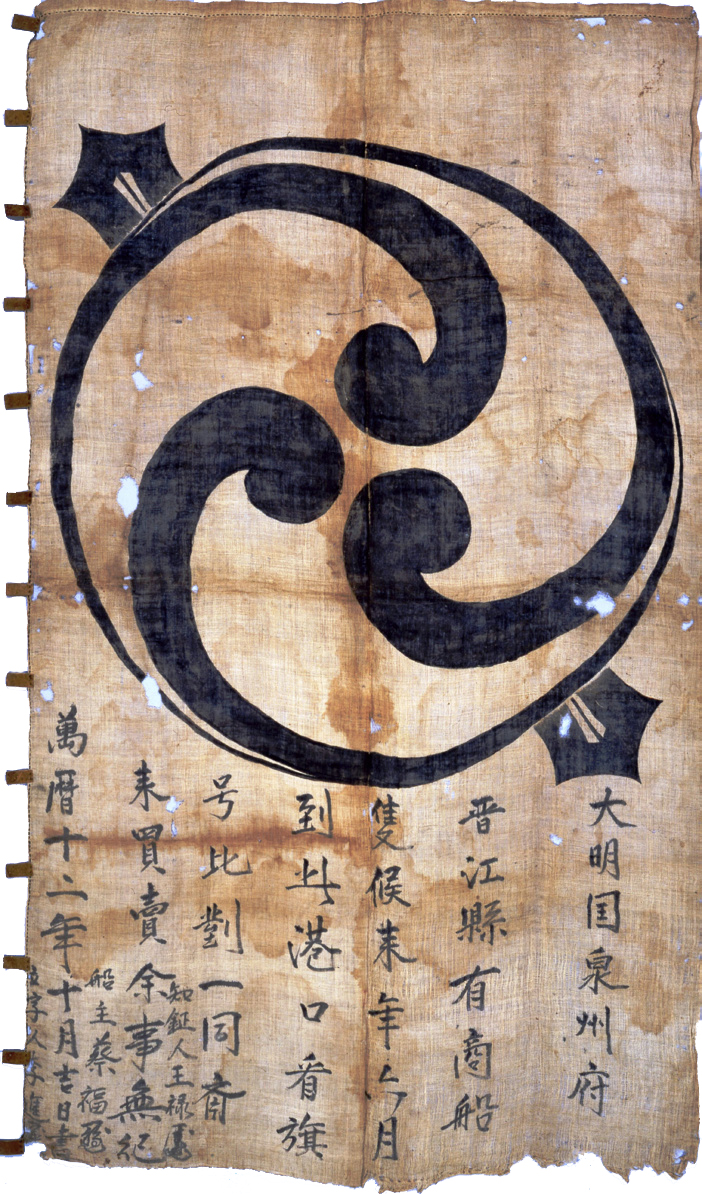
명일무역선기(明日貿易船旗) 만력 12년 (1584년) 중요문화재 (야마구치 문서관 장)

감합무역(勘合貿易)은 명나라와 일본 사이에 이루어진 무역을 말한다. 일종의 조공 관계이다.

## 개요
조공 무역은 중국이 주변 국가들을 중화 문화권으로 끌어들이고, 주변국들은 이를 통하여 경제적 이익을 도모한 무역 형식이었다. 특히 명나라때 일본 무로마치 막부와의 관계에서는 감합 무역이 두드러졌는데, 감합부(勘合符)는 나라별로 무역을 허락하는 증명서로 출입할 수 있는 선박의 수나 인원, 물량이 기록되어 있었다.
명나라는 일련번호를 매긴 장부에 감합부를 만들고, 본장부는 보관한채 사본을 떼어 상대국에게 떼어 준 다음, 조공을 하러 올 때에는 두 서류를 비교하여 상대와 물량을 확인하고 무역을 허락하여 교류했던 것이다.
일본 무로마치 막부의 3대 쇼군 아시카가 요시미쓰도 명의 책봉을 받아 명과 무역을 하였다. 그러나 명의 책봉을 받는 것에 대한 일본 지배층의 비판 때문에 책봉 관계는 얼마 못 가서 끝나고, 명과의 무역을 원하던 일본인들은 왜구가 되어 명의 해안에 자주 출몰하면서 명나라를 혼란케 하였다.

## 상품
- 일본 → 명 - 유황, 구리 등의 광물, 부채, 도검, 칠기, 병풍 등
- 명 → 일본 - 명나라 동전(영락통보), 생사, 직물, 서적 등

이 무역으로 일본의 구리는 일본 국내가보다 훨씬 비싼 가격에 명으로 수출되었다. 그 이유로는 중국 역사상 만성적이라고 해도 좋을 정도의 구리 부족 이외에도, 일본의 구리에는 은이 소량 함유되어 있어, 당시의 일본에서는 이것을 추출하는 기술이 없었으나, 명에서는 그 추출이 가능하였기 때문이다. 그 결과, ‘구리로서는 비싸나 은으로서는 싼’정도의 가격으로 교역되었다.

## 견명선 파견 연표
- 연도는 조공 사절단이 북경에 입공한 것을 기준

| 연도 | 명 연호         | 파견주체(선주)                                                                                   | 정사                        |
| ---- | --------------- | ------------------------------------------------------------------------------------------------ | --------------------------- |
| 1401 | 건문(建文) 3년  | 막부(幕府)                                                                                       | 소아(祖阿)                  |
| 1403 | 영락(永樂) 원년 | 막부                                                                                             | 겐츄 게이미츠(堅中圭密)     |
| 1404 | 영락2년         | 막부                                                                                             | 묘시츠 본료(明室梵亮)       |
| 1405 | 영락3년         | 막부                                                                                             | 미나모토노 미치카타(源通賢) |
| 1407 | 영락5년         | 막부                                                                                             | 미상                        |
| 1408 | 영락6년         | 막부                                                                                             | 미상                        |
| 1408 | 영락6년         | 막부                                                                                             | 미상                        |
| 1410 | 영락8년         | 막부                                                                                             | 미상                        |
| 1433 | 선덕(宣德)8년   | 막부・쇼코쿠지(相国寺)・야마나씨(山名氏)・다이묘지샤13가(大名寺社十三家)・산주산겐도(三十三間堂) | 류시츠 도엔(龍室道淵)       |
| 1435 | 선덕10년        | 막부・쇼코쿠지・다이죠인(大乗院)・야마나씨・산주산겐도                                           | 조추 추쇼(恕中中誓)         |
| 1453 | 경태(景泰)4년   | 막부                                                                                             | 도요 인보(東洋允澎)         |
| 1468 | 성화(成化)4년   | 막부・호소카와씨(細川氏)・오우치씨(大内氏)                                                       | 텐요 세이케이(天與清啓)     |
| 1477 | 성화13년        | 막부・쇼코쿠지쇼란인선(相国寺勝鬘院船)                                                           | 릿포 묘보(笠芳妙茂)         |
| 1484 | 성화20년        | 막부・조정                                                                                       | 시보쿠 슈쇼(子璞周璋)       |
| 1495 | 홍치(弘治)8년   | 막부・호소카와씨                                                                                 | 죠후 주오(尭夫壽黄)         |
| 1509 | 정덕(正德)4년   | 호소카와씨                                                                                       | 송소경(宋素卿)              |
| 1512 | 정덕7년         | 호소카와씨・오우치씨                                                                             | 료안 게이고(了庵桂悟)       |
| 1523 | 가정(嘉靖)2년   | 오우치씨                                                                                         | 겐도 소세츠(謙道宗設)       |
| 1523 | 가정2년         | 호소카와씨                                                                                       | 란코 즈이사(鸞岡瑞佐)       |
| 1540 | 가정19년        | 오우치씨                                                                                         | 코신 겐테이(湖心硯鼎)       |
| 1549 | 가정28년        | 오우치씨                                                                                         | 사쿠겐 슈료(策彦周良)       |